# Medal Kandaharu, Guznee i Kabulu
Candahar, Ghuznee, and Cabul Medal – brytyjskie odznaczenie wojskowe ustanowione w roku 1842.

## Zasady nadawania
Medal nadawano za służbę w Kandaharze, Ghazni i Kabulu podczas I wojny afgańskiej.
10 sierpnia 1842 żołnierze pod dowództwem generała sir Williama Notta odbyli marsz z Kandaharu do Ghazni i Kabulu.

## Opis medalu
Srebrny medal o średnicy 1,4 cala
Awers: głowa w koronie królowej Wiktorii i inskrypcja VICTORIA VINDEX, część z tych medali została później wydana z inskrypcją VICTORIA REGINA
Rewers: wydano następujące wersje medalu:
- Candahar – nadawany za obronę Kandaharu pod dowództwem Williama Notta na początku 1842 roku.
- Candahar, Ghuznee, Cabul – nadawany walczącym pod dowództwem generała Notta podczas kampanii od stycznia do połowy września 1842.
- Ghuznee, Cabul – nadawany walczącym pod dowództwem generała Notta tylko we wrześniu 1842.
- Cabul – nadawany tym, którzy dotarli do Kabulu po 16 września 1842.
- Cabvl – pisane przez V – wydano bardzo niewielką ilość tej wersji medalu. Medal nadawany przez rząd Indii.

Data 1842 umieszczona była w środku wieńca laurowego zwieńczonego koroną, pod nazwą miasta.
Większość medali była grawerowana imiennie na krawędzi, z wyjątkiem medali nadawanych żołnierzom z kontyngentu, którym dowodził Shah Shujah.
Wydano około 6211 medali.